# Karel Günther van Schwarzburg-Rudolstadt
Karel Günther (Rudolstadt, 6 november 1576 – Kranichfeld, 24 september 1630) was van 1605 tot 1630 graaf van Schwarzburg-Rudolstadt.

## Biografie
Karel Günther was de oudste zoon van graaf Albrecht VII en diens eerste vrouw Juliana van Nassau. Tijdens zijn jeugd verbleef Karel Günther regelmatig aan het hof van zijn oom Willem in Frankenhausen. In 1593 ging Karel Günther naar de Universiteit van Jena en in 1597 werd hij student aan de Universiteit van Leipzig. Daarna studeerde hij nog, net als zijn vader en zijn oom, aan de Protestantse Academie in Straatsburg.
Graaf Willem van Schwarzburg-Frankenhausen overleed in 1598. Het grootste gedeelte van zijn gebieden werd geërfd door graaf Albrecht VII. Karel Günther kreeg van zijn vader de opdracht om de grafelijke belangen in Frankenhausen zo goed mogelijk te behartigen. De zoutwinning van Frankenhausen was de belangrijkste inkomstenbron voor de grafelijke dynastie. In 1601 sloot Karel Günther na onderhandelingen met de mijnwerkers een nieuwe zoutverordening. 
Graaf Albrecht VII overleed in 1605. Karel Günther en zijn jongere broers, Albrecht Günther en Lodewijk Günther I, spraken af dat de regering van Schwarzburg-Rudolstadt de eerste zes jaar onder de volledige verantwoordelijkheid van Karel Günther zou vallen. Toen het verdrag het in 1612 afliep besloten de drie broers om de inkomsten van het graafschap voor drie jaar onder elkaar te verdelen. Tot 1624 werd de verdeling van elke drie jaar opnieuw verlengd. Als oudste broer kreeg Karel Günther steeds het Rudolstadtse deel met de Heidecksburg als residentie toegewezen. In tegenstelling tot eerdere delingen werden alleen de inkomsten en de grafelijke bezittingen verdeeld: het bestuur over Schwarzburg-Rudolstadt bleef gemeenschappelijk.
Tijdens zijn regering wist Karel Günther het grondgebied van het graafschap uit te breiden: in 1610 kocht hij het Amt Ehrenstein van de graven van Gleichen en in 1620 kocht hij de heerlijkheid Oberkranichfeld voor 8300 gulden van de hertog van Saksen-Weimar.
In 1618 was in Bohemen een opstand tegen keizer Ferdinand II uitgebroken: het begin van de Dertigjarige Oorlog. Nadat de koning van Denemarken in 1625 de oorlog aan de keizer verklaarde verplaatste de oorlog zich naar noord- en midden Duitsland. Ook de Schwarzburgse gebieden werden regelmatig geteisterd door inkwartieringen, rondtrekkende legers en plunderende soldaten. Vooral het Unterherrschaft rond Frankenhausen, maar ook de lager gelegen gebieden in het Oberherrschaft werden zwaar getroffen. De dorpen in het beboste Amt Schwarzburg aan de noordrand van het Thüringer Woud bleven echter relatief ongeschonden.
Karel Günther stierf midden in de oorlog in Kranichfeld. Zijn lichaam werd overgebracht naar Rudolstadt, waar het in de Sint-Andreaskerk bijgezet werd.

## Huwelijk
Karel Günther trouwde op 13 juni 1613 in Weimar met prinses Anna Sofia van Anhalt, dochter van vorst Joachim Ernst van Anhalt. Hun huwelijk bleef kinderloos.